# 巴爾季
51°2′9″N 28°44′45″E / 51.03583°N 28.74583°E
巴爾季（烏克蘭語：Барди），是烏克蘭的村落，位於該國北部日托米爾州，由科羅斯堅區負責管轄，始建於1783年，面積0.74平方公里，海拔高度153米，2001年該村落人口53。